# سیسیل همیلتون آرمیتاژ
سیسل همیلتون آرمیتاژ (۸ اکتبر ۱۸۶۹-۱۰ مارس ۱۹۳۳ در ۶۴ سالگی) افسر امپراتوری بریتانیا با درجات نظامی رتبه امپراتوری بریتانیا، رتبه سنت میشل و سنت جرج و رتبه خدمات برجسته بود که از ۱۹۲۰ تا ۱۹۲۷ به عنوان فرماندار گامبیا خدمت کرد. او بنیانگذار دبیرستان آرمیتاژ و وزارت کشاورزی گامبیا است.

## کتاب‌ها
- The Ashanti Campaign of 1900. London: Sands & Co. 1901.
- The Tribal Markings and Marks of Adornment of the Natives of the Northern Territories of the Gold Coast Colony. Royal Anthropological Institute of Great Britain and Ireland. 1924. (نشانه گذاری قبیله‌ای و نشانه‌های آرایش بومی‌های مناطق شمالی مستعمرات ساحل طلا)